# Tóth Mihály (labdarúgó, 1974)
Tóth Mihály (Budapest, 1974. december 27. –) labdarúgó, csatár. A 2003–2004-es labdarúgó bajnokság gólkirálya.

## Pályafutása

### A Diósgyőrben
2008 nyarán került Diósgyőrbe, és azóta a kezdőcsapat stabil tagja, a 2008–2009-es bajnokság diósgyőri góllövő-listájának eddigi vezetője. Bár úgy volt, hogy 2009 januárjában távozik Diósgyőrből a Pécsi MFC kedvéért, végül mégis maradt a csapatnál. Később a DVTK csapatkapitánya is volt. 2009 nyarán bontották fel a szerződését.
NB1-es mérkőzések
- Mérkőzések: 291
- Gólok száma: 108

### Edzőként
2024 nyarán az NB II-es Mezőkövesd vezetőedzője lett.

## Sikerei, díjai
- Magyar bajnok: 2000–2001
- Magyar Kupa-győztes: 1996, 2005
- Norvég Kupa-győztes: 2006

## Statisztika

### Mérkőzése a válogatottban
| Magyarország | Magyarország      | Magyarország            | Magyarország | Magyarország | Magyarország | Magyarország | Magyarország | Magyarország |
| #            | Dátum             | Helyszín                | Hazai        | Eredmény     | Vendég       | Kiírás       | Gólok        | Esemény      |
| ------------ | ----------------- | ----------------------- | ------------ | ------------ | ------------ | ------------ | ------------ | ------------ |
| 1.           | 2004. április 25. | Zalaegerszeg, ZTE Aréna | Magyarország | 3 – 2        | Japán        | barátságos   | -            | 82'          |
|              | Összesen          |                         |              | 1            | mérkőzés     |              | 0            | gól          |

## Edzőként
2021 nyarán a Vasas pályaedzője lett.

## Külső hivatkozások
- hlsz.hu profil
- dvtk.eu profil
- nso.hu profil